# Fairbury (Illinois)
Fairbury – miasto w Stanach Zjednoczonych, w stanie Illinois, w hrabstwie Livingston.